# Palaeospondylus
Palaeospondylus gunni là một loài động vật có xương sống bề ngoài giống cá. Hoá thạch của nó tìm thấy trong mỏ đá bảng Achanarras ở Caithness, Scotland.
Hoá thạch khi khai quật đã cácbon hoá từ trước, để lại dấu vết một con vật dáng như lươn dài 6 xentimét (2 in). Hộp sọ nó, lúc còn sống chắc hẳn làm từ sụn cứng, cho thấy những cặp nang khứu giác và thính giác. Nó có một cơ quan như mang và không có hàm.
Vấn đề phát sinh loài của sinh vật này đã làm đau đầu các học giả kể từ khi nó được phát hiện hồi năm 1890. Một số cách phân loại khác nhau được đề xuất. Năm 2004, một số học giả đề xuất rằng Palaeospondylus là ấu trùng cá phổi. Trước đó, nó đã được nhìn nhận là ấu trùng động vật bốn chân, cá da phiến không giáp, cá không hàm, hay chỉ là đồ nguỵ tạo. Đề xuất mới đây nhất cho rằng đây là một loài cá mút đá myxin nguyên thủy.